# Соціальне підприємництво в Україні

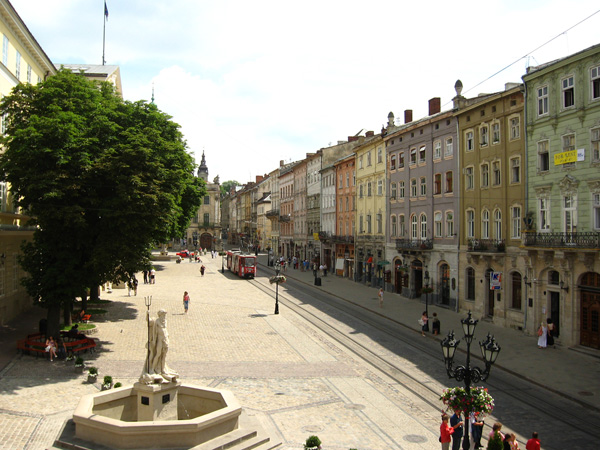
Центром соціального підприємництва в Україні є місто Львів

Соціальне підприємництво в Україні в даний час не має особливого статусу, передбаченого законодавством. У 2014—2015 роках українське підприємництво в цілому зазнавало на собі вплив збройного конфлікту на сході країни. Політична нестабільність, з одного боку, негативно позначається на соціальному підприємництві, з іншого — несе з собою позитивні тенденції, пов'язані зі збільшенням кількості організацій і підприємців, які надають допомогу біженцям і вимушеним переселенцям, що створюють для них нові робочі місця.
Першу спробу ввести поняття соціального підприємництва в законодавство зробив в 2013 році депутат Олександр Фельдман. Але законопроект так і не був схвалений.

## Правове регулювання
У законодавстві України відсутні положення або навіть згадки про соціальне підприємництво. Хоча на розгляд членам Комітету Верховної Ради з питань економічної політики відповідний законопроект був представлений в 2013 році. Ввести поняття соціального підприємництва запропонував колишній депутат від партії «Батьківщина», а на той момент вже член «Партії Регіонів» Олександр Фельдман.
Згідно з документом, соціальними підприємствами передбачалося називати ті, де не менше половини зайнятих працівників відносилися б до соціально незахищених груп населення, і в тому ж обсязі їх послугами користувалися б представники соціально незахищених категорій громадян. Підприємства повинні були інвестувати отриманий прибуток на реалізацію соціальних проектів, що передбачало державні пільги і можливість позик.
Фельдман запропонував створити міжвідомчу комісію щодо державної підтримки соціальних підприємств, яка могла б наділяти підприємства «соціальним» статусом. Також він представив на розгляд законопроект «Про внесення змін до статті 154 Податкового кодексу України щодо підтримки соціальних підприємств». У ньому пропонувалося звільнити соціальних підприємців від податку на прибуток. Перший законопроект Комітет Верховної Ради відхилив ще на стадії його розгляду, після чого Фельдман забрав і другий свій законопроект. Документ отримав незадовільну оцінку в тому числі тому, що членам комісії не сподобалися формулювання:
 На нашу думку, застосування терміна «соціальний» є не дуже вдалим, оскільки зазначений термін характеризує певний зв'язок з суспільством, який є у будь-якого підприємства, і ніяк не пов'язаний ні з організаційною формою підприємства, ні з діяльністю, якою воно займається, ні з будь-якими іншими особливостями, за якими підприємства одного виду можуть відрізнятися від інших підприємств. Крім цього, при використанні терміна мимоволі складається враження, що всі інші підприємства «несоціальні», що не відповідає дійсності— Керівник головного науково-експертного управління Апарату Верховної Ради України Василій Борденюк
.
Питання законодавчого забезпечення соціального підприємництва в Україні з тих пір депутатами не піднімалось.

## Міжнародна підтримка
Вперше соціальне підприємництво України отримало підтримку іноземних організацій в 2006 році. Експерти Американської «Мережі громадської дії в Україні» (UCAN) провели в країні ряд тренінгів, а пізніше уряд США виділив гранти на створення соціальних підприємств організаціям, які перемогли в конкурсі бізнес-планів.
Починаючи з 2010 року Україні збирався допомогти Erste Bank, відомий своїми ініціативами у сфері соціального підприємництва в Європі. Громадські організації, Український фонд підтримки підприємництва та британські фахівці підписали меморандум про сприяння соціальному підприємництву. Однак багато із запланованого зробити не вдалося. За інформацією газети «Дзеркало тижня», проект не викликав інтересу у нових керівників фонду, а обіцяні гранти від Erste Bank так і не були виділені, оскільки філія банку в Україні також отримала нове керівництво і стала «Фідокомбанком». Але в результаті цієї співпраці на базі Асоціації «Соціально-економічні стратегії та партнерство» все ж з'явився Всеукраїнський ресурсний центр розвитку соціального підприємництва. Основну підтримку організації надає фонд «Східна Європа» Агентства США з міжнародного розвитку. У 2014 році Центр почав формувати каталог соціальних підприємств України, доступний в інтернеті. Іншим інтернет-інструментом соціальних підприємців України є сайт «Велика Ідея». Портал об'єднує дуже різних людей, які пропонують інноваційні ідеї для вирішення тієї чи іншої проблеми і збирають кошти за допомогою краудфандинга.
У 2005 році швейцарський фонд Шваба і газета «Дзеркало тижня» провели в Україні конкурс «Соціальний підприємець року». У 2005 році нагородою конкурсу була відзначена дизайнер Валентина Сазонова. Вона одна з перших в країні почала просувати ідеї соціального підприємництва. Разом з чоловіком вона створила громадську асоціацію «Мир. Краса. Культура», яка займається вирішенням соціальних проблем дітей, молоді та жінок.

## Труднощі становлення
Керівник Всеукраїнського ресурсного центру розвитку соціального підприємництва Василь Назарук називає п'ять парадоксів, що виникли в Україні в сфері соціального підприємництва:
- Головним джерелом доходів підприємці, які працюють в соціальній сфері, вважають гранти, що в корені не стикується з міжнародною практикою;
- Безпечність підприємців, які не переймаються за майбутнє компанії, створеної на чужі кошти;
- Абсолютна відсутність підтримки з боку держави;
- Соціальні підприємці не шукають підтримки громадськості і вважають за краще, за словами Назарука, «працювати тільки для себе»;
- Надлишок законів в країні, які суперечать один одному.

## Практика

### В сфері соціальної інтеграції
У Львові діє соціальна пекарня «Горіховий дім». Підприємство виробляє печиво і здобну продукцію за старовинними рецептами і без барвників та інших домішок, а виручені кошти спрямовує в Центр інтеграції для жінок, які опинилися в кризових ситуаціях, а також на підтримку «Соціального таксі» для інвалідів. На підприємстві проходять навчання жінки, що зіткнулися з різними проблемами, при бажанні вони можуть в пекарні і працювати, допомагаючи професійним пекарям по господарству.

### В сфері туризму
Львівський турклуб «Манівці» займається розвитком активного туризму. Як прийнято в ряді європейських країн, турклуб більшу частину доходів (60 відсотків) реінвестує у власну діяльність, а решту коштів спрямовує на соціальні цілі. Наприклад, компанія відкрила перший в Україні соціальний мультиспортивний зал.